# Breakout (serie documental)
Breakout (aunque su verdadero nombre es Breakout kings), en español Fugas de prisión es una serie estadounidense emitida en National Geographic Channel, y que narra las huidas de las cárceles más increíbles del último siglo. Se compone de dos temporadas: la primera, lanzada al canal de televisión a finales de 2011 y la segunda temporada, que ha sido lanzada en finales de 2012.

## Sinopsis
El creador de la exitosa serie de la FOX Prison Break; Paul Scheuring, tuvo la idea de esta Breakout cuando veía en las noticias una huida de la prisión. Desde ese momento, tuvo la idea de relatar las fugas de algunas prisiones, como Elmira, Nevada o Alcatraz, en Estados Unidos. Lo propuso en los canales de Discovery Channel y por Odisea, aunque aceptado por National Geographic. Se compone de dos temporadas de ocho capítulos cada uno, que se distribuye por todo EE. UU.
Al parecer, los orígenes de la serie provienen de la serie del canal Discovery Channel "Real Prison Breaks", cancelada en 2010. Actualmente se sigue trasmitiendo aunque no se hará más temporadas de esta.

## Episodios

### Primera temporada
| Número | Título en español        | Título en inglés    | Introducción |
| ------ | ------------------------ | ------------------- | --- |
| 1      | los seis de Pittsburgh   | Pittsburgh six      | En la cárcel de Pittsburgh, Nuno Pontes pensó un plan para que él y sus cinco compañeros se fugasen yendo hasta el sótano y cavando bajo tierra. Tras despistar a los guardias, huyeron hacia Pittsburgh, pero poco tiempo después, la policía de Pennsylvania los atrapó.                                                            |
| 2      | El escapista             | The Escapist        | El preso Qwantay Adams, que había intentado fugarse varias veces de otras prisiones, es trasladado a la cárcel de máxima seguridad de Alton, Illinois; logró escabullirse pero la policía nacional lo detuvo en 2005, dos meses después de huir.                                                                                      |
| 3      | El más buscado de Ohio   | Ohio's most wanted  | John Ward Parsons, detenido por realizar un homicidio agravado estaba a espera de juicio, pero decidió huir de la cárcel. Quitando un bloque de la pared, iría a la calle, o saldría gracias a una cuerda hasta llegar al tejado. |
| 4      | Por el tejado            | Throuth the roof    | Timothy Vail junto con su compañero Timothy Morgan intentarán escaparse de la cárcel de Elmira, Nueva York a través de un agujero por el techo de la tercera planta, que les llevará hasta un conducto de ventilación y de ahí a la libertad.                                                                                         |
| 5      | Huida a Las Vegas        | Escape to Las Vegas | El famoso atracador a mano armada Jody Thompson volverá a Las Vegas escondido en un camión tras huir de la prisión de Nevada, y desde aquí hasta México, aunque lo detuvieron tres meses después de escaparse y antes de partir. |
| 6      | Los siete de Texas       | The Texas seven     | George Rivas, líder de los "Texas 7", decidió que él y su grupo de presos planearan una de las huidas más complicadas de la historia. Los fugitivos tenían pensado ir a México, mientras, la policía acababa los capturaba uno a uno, que se escondían en diferentes lugares, hasta que ejecutaron al último, Rivas en marzo de 2012. |
| 7      | Romance carcelario       | Prison romance      | En Tennessee, un hombre acusado de robo conocerá a la enfermera de la prisión, con la que mantendrá una relación sentimental. Sin pensárselo, ella le ayudará a escapar de la cárcel y llevarlo a un lugar seguro, pero la policía los logró atrapar.                                                                                 |
| 8      | Correr hacia la libertad | The running man     | Robert Dennis Hope, un joven de veinte años es encarcelado por atracar un establecimiento en Texas. Él no se da por vencido y huye de la cárcel lo más rápido posible, mientras la policía le pisa los talones hasta dar con él. |